# Beechcraft Starship
O Beechcraft Starship é um avião executivo bimotor turboélice de design futurista e capacidade de 6 a 8 passageiros.

## Desenvolvimento
O desenvolvimento do Starship começou em 1979, quando a Beechcraft decidiu explorar projetos para um sucessor da família King Air de turboélices que voaria mais rápido e transportaria mais passageiros. O projeto foi originado pela Beechcraft em janeiro de 1980 como Projeto Preliminar 330 (PD 330). 
Em 25 de agosto de 1982, a Beech contratou a Scaled Composites para refinar o projeto e construir uma aeronave de prova de conceito (POC) em escala de 85%. Uma das mudanças significativas feitas no projeto por Scaled Composites foi a adição de canards de geometria variável.
A aeronave POC voou pela primeira vez em agosto de 1983. Esta aeronave não tinha sistema de pressurização, nem aviônicos certificados e um design de estrutura e especificações de material diferentes do modelo de produção planejado 2000. Apenas um POC foi construído e desde então foi descartado.
Protótipos foram produzidos mesmo enquanto o trabalho de desenvolvimento continuava - um sistema exigido pelo uso de materiais compósitos, já que a ferramentaria necessária é muito cara e deveria ser construída para uso na produção desde o início. A Beech construiu três protótipos em escala real navegáveis. O NC-1 foi usado para testes aerodinâmicos e tinha um assento ejetável. Este foi o único Starship equipado com aviônicos eletromecânicos convencionais. O NC-2 foi usado para aviônicos e testes de sistemas e o NC-3 foi usado para o sistema de gerenciamento de voo e testes de motores. O NC-1 voou pela primeira vez em 15 de fevereiro de 1986. 
O programa foi atrasado várias vezes, primeiro devido à complexidade do desenvolvimento e da curva de aprendizado de fabricação da construção composta de produção e, posteriormente, devido às dificuldades técnicas de corrigir um problema de amortecimento de passo e desenvolver o sistema de alerta de estol. No final do desenvolvimento, o Starship cresceu em volume de cabine maior do que o King Air 350, tendo o mesmo peso bruto de rampa de 15.010 lb (6.808 kg). O desenvolvimento da aeronave US$ 300 milhões. O primeiro Starship de produção voou em 25 de abril de 1989.

## Projeto
O Starship é notável por sua fuselagem composta de fibra de carbono, design com canard, ausência de estabilizador vertical localizada centralmente e configuração de motor/hélice propulsor em pusher.
O composto de fibra de carbono foi usado em graus variados em aeronaves militares, mas na época em que a Starship foi certificada, nenhuma aeronave civil certificada pela Administração Federal de Aviação dos EUA o havia usado tão extensivamente. A Beech escolheu o composto de fibra de carbono por sua durabilidade e alta relação resistência-peso. De acordo com Beech, a Starship pesa menos do que teria se fosse construída em alumínio. No entanto, o peso vazio da aeronave de produção excedeu a meta em vários milhares de libras.
A Beech estudou várias configurações antes de se decidir por na aeronave uma configuração de canard no início de 1980. Como configurada, o Starship é difícil de parar; a superfície dianteira estola antes da superfície principal de elevação, o que permite que o nariz caia e o vôo mais normal seja retomado.
Uma cauda vertical tradicionalmente localizada teria transmitido o ruído da hélice para a fuselagem. Em seu lugar, a estabilidade direcional e o controle são fornecidos por lemes montados nas asas. Por causa dessa adição, a Beechcraft chamou os winglets de "tipsails".
A montagem dos motores de forma que as hélices fiquem voltadas para trás, empurrando em vez de puxar a aeronave, é feita com o propósito de uma cabine mais silenciosa, já que as hélices ficam mais afastadas dos passageiros e porque os vórtices das pontas das hélices não atingem as laterais da fuselagem . No entanto, as hélices estão operando em um fluxo de ar turbulento na configuração pusher (devido ao fluxo de ar passando pelas asas movendo-se para trás em folhas de vórtice) e os gases de escape de alta velocidade são descarregados diretamente nas hélices, produzindo mais ruído.
A instrumentação de voo para a Starship incluía um glass cockpit Proline 4 AMS-850 de 14 telas fornecido pela Rockwell Collins, sendo a primeira aplicação de um glass cockpit totalmente digital em uma aeronave executiva.

## Histórico operacional
Beech vendeu apenas onze Starships nos três anos seguintes à sua certificação. Beech atribuiu as vendas lentas à desaceleração econômica no final dos anos 1980, à novidade da Starship e ao imposto sobre itens de luxo que vigorava nos Estados Unidos na época. No entanto,
As razões para a falta de demanda provavelmente incluíam preço, desempenho e condições econômicas. O preço de tabela em 1989 era de $ 3,9 milhões, semelhante aos jatos Cessna Citation V e Learjet 31, que eram 89 e 124 nós mais rápidos que o Starship em cruzeiro máximo, respectivamente. O turboélice Piper Cheyenne foi mais rápido e foi vendido por US$ 1 milhão a menos.
Em um esforço para estimular a demanda, a Beech começou a oferecer arrendamentos de dois anos em novas aeronaves em 1991.
O último Starship, NC-53, foi produzida em 1995. Em 2003, a Beechcraft disse que o custo de manutenção de uma frota tão pequena de aviões era proibitivo e começou a desmanchar e sucatear as aeronaves sob seu controle. Uma das aeronaves foi enviada para o Evergreen Air Center localizado no Pinal Airpark no Arizona para destruição. A Beech trabalhou com proprietários de Starships de propriedade privada para substituir seus aviões por outras aeronaves Beech, como o jato Premier I. 
Em 2004, a Raytheon vendeu todo o seu estoque de peças de Starship para um proprietário da aeronave por uma fração de seu valor de varejo.

## Aeronaves ainda na ativa
Em janeiro de 2010 , nove Starships mantinham um registro ativo na FAA. Três foram registradas em Oklahoma (NC-29, NC-35 e NC-45), uma no Texas (NC-50), uma no Colorado (NC-51) e quatro foram registradas na Beechcraft em Wichita, Kansas (NC-2, NC-8, NC-19 e NC-24). O NC-51 foi usado como um avião de perseguição  durante a fase de reentrada da SpaceShipOne de Burt Rutan. Em outubro de 2008, o NC-29 foi o primeiro dos cinco Starships de propriedade privada restantes a completar a certificação RVSM , retornando o teto de serviço da aeronave ao limite FL410 original 
O Evergreen Air Center vendeu 24 Starships de volta a proprietários privados por $ 50.000 cada. A maioria está sendo usada para peças; no entanto, uma dessas aeronaves tornou-se aeronavegável novamente. Algumas antigas peças da Starship foram usadas nos turboélices Epic LT e Epic E1000.
A Salt Lake Community College usou um Starship em seu programa de manutenção de aviação até o final de 2012, quando foi vendido e desmanchado para reposição de peças.
Em setembro de 2020, apenas seis Starships estão em condições de voar. Dois Starships restantes (NC-33 e NC-50) ainda voam e são operadas por uma empresa de engenharia em Addison, Texas. Posteriormente, o NC-33 perdeu sua placa de dados quando foi descartado, foi posteriormente registrado no México, mas quando voltou para os EUA, a FAA renovou seu certificado. Agora está registrado na categoria experimental como N903SC. Os outros Starships aeronavegáveis estão localizadas em Oklahoma (NC-35 e NC-45), Colorado (NC-51) e Alemanha (NC-29, embora registradas na FAA por uma empresa em Delaware.